# Computadora cuántica topológica
Una computadora cuántica topológica es un modelo de computadora cuántica que utiliza aniones (un tipo de cuasipartícula que emerge en sistemas cuánticos bidimensionales). En estos sistemas, las trayectorias espaciotemporales de los aniones forman configuraciones entrelazadas conocidas como trenzas cuánticas, mismas que actúan como puertas cuánticas. 
La operación unitaria resultante del intercambio de aniones depende únicamente de la topología de la trenza. Esto genera una estabilidad intrínseca, ya que las operaciones no dependen de detalles geométricos, donde perturbaciones externas provocan decoherencia cuántica y errores en los estados cuánticos. En los sistemas topológicos cuánticos, las propiedades de las trenzas son invariantes topológicas, similares a cómo cortar y reordenar una cuerda no altera su estructura fundamental. Esta robustez surge porque la información cuántica se codifica en grados de libertad no locales, protegidos contra fluctuaciones microscópicas. 

El concepto fue propuesto en 1997 por el físico ruso-estadounidense Alexei Kitaev, quien demostró que los aniones no abelianos podrían usarse para implementar corrección cuántica de errores de manera natural.

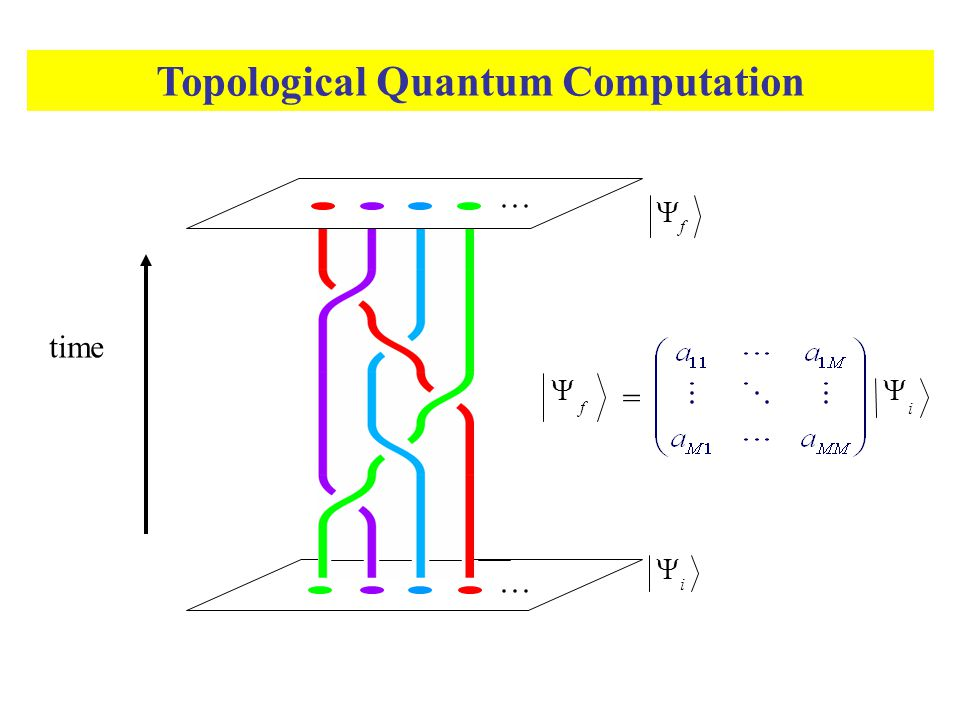
La operación unitaria resultante del intercambio de anyons depende únicamente de la topología de la trenza. Figura adoptada de Hormozi et al.

## Introducción
Los aniones son cuasipartículas en un espacio bidimensional. Los aniones no son ni fermiones ni bosones, pero, al igual que los fermiones, no pueden ocupar el mismo estado. Así, las líneas de universo de dos anyones no pueden intersecarse ni fusionarse, lo que permite que sus trayectorias formen trenzas estables en el espacio-tiempo. Los aniones pueden formarse a partir de excitaciones en un gas de electrones bidimensional a temperaturas muy bajas y sometido a un campo magnético muy fuerte, y llevan unidades fraccionarias de flujo magnético. Este fenómeno se llama el efecto Hall cuántico fraccionario. En sistemas de laboratorio típicos, el gas de electrones ocupa una capa delgada de semiconductor, ubicada entre capas de arseniuro de galio de aluminio.
Cuando los aniones se trenzan, la transformación del estado cuántico del sistema depende únicamente de la clase topológica de las trayectorias de los aniones (que se clasifican según el grupo de trenzas). Por lo tanto, la información cuántica almacenada en el estado del sistema es resistente a pequeños errores en las trayectorias. En 2005, Sankar Das Sarma, Michael Freedman y Chetan Nayak propusieron un dispositivo de Hall cuántico que realizaría un qubit topológico. En 2005, Vladimir J. Goldman, Fernando E. Camino y Wei Zhou afirmaron haber creado y observado la primera evidencia experimental de usar el efecto Hall cuántico fraccionario para crear verdaderos anyones, aunque otros sugirieron que sus resultados podrían ser el producto de fenómenos no relacionados con aniones. Los aniones no abelianos, una especie requerida para las computadoras cuánticas topológicas, aún no han sido confirmados experimentalmente. Se ha encontrado evidencia experimental posible,  pero las conclusiones siguen siendo controvertidas. En 2018, los científicos volvieron a afirmar haber aislado las partículas de Majorana requeridas, pero el hallazgo fue retractado en 2021. Quanta Magazine afirmó en 2021 que "nadie ha mostrado de manera convincente la existencia de incluso una sola cuasipartícula (modo cero de Majorana)", aunque en 2023 una nueva publicación de la revista cubrió algunos preprints de Google y Quantinuum que afirman la realización de anyones no abelianos en procesadores cuánticos. El primero utilizó un código toroidal con defectos de torsión como una degeneración topológica (o defecto topológico), mientras que el segundo utilizó un protocolo diferente pero relacionado, ambos los cuales pueden entenderse como estados ligados de Majorana en corrección de errores cuánticos.

## Topológicos vs. computadoras cuánticas estándar
Las computadoras cuánticas topológicas son equivalentes en poder computacional a otros modelos estándar de computación cuántica, en particular al modelo de circuito cuántico y al modelo de máquina de Turing cuántica. Es decir, cualquiera de estos modelos puede simular eficientemente a los demás. No obstante, ciertos algoritmos pueden encajar de manera más natural en el modelo de computadora cuántica topológica. Por ejemplo, los algoritmos para evaluar el polinomio de Jones se desarrollaron primero en el modelo topológico y solo después se convirtieron y extendieron en el modelo estándar de circuito cuántico.

### Computaciones
Para cumplir con su nombre, una computadora cuántica topológica debe ofrecer las propiedades de computación únicas prometidas por un diseño convencional de computadora cuántica, que utiliza partículas cuánticas atrapadas. En el año 2000, Michael H. Freedman, Alexei Kitaev, Michael J. Larsen y Zhenghan Wang demostraron que, en principio, una computadora cuántica topológica puede realizar cualquier cálculo que pueda hacer una computadora cuántica convencional, y viceversa.
Descubrieron que un dispositivo de computadora cuántica convencional, dado el funcionamiento libre de errores de sus circuitos lógicos, proporcionará una solución con un nivel absoluto de precisión, mientras que un dispositivo de computadora cuántica topológica con operación impecable dará la solución con solo un nivel finito de precisión. Sin embargo, cualquier nivel de precisión para la respuesta puede obtenerse añadiendo más giros de trenza (circuitos lógicos) a la computadora cuántica topológica, en una relación lineal simple. En otras palabras, un aumento razonable en los elementos (giros de trenza) puede lograr un alto grado de precisión en la respuesta. La computación real [puertas] se realiza mediante los estados de borde de un efecto Hall cuántico fraccionario. Esto hace que los modelos de anyones unidimensionales sean importantes. En una dimensión espacial, los anyones se definen algebraicamente.

### Corrección de error y control
Aunque las trenzas cuánticas son inherentemente más estables que las partículas cuánticas atrapadas, todavía existe la necesidad de controlar las fluctuaciones térmicas que inducen errores, las cuales producen pares aleatorios de anyones que interfieren con las trenzas adyacentes. Controlar estos errores es simplemente una cuestión de separar los anyones a una distancia en la que la tasa de interferencia de los anyones errantes se reduzca casi a cero. Simular la dinámica de una computadora cuántica topológica puede ser un método prometedor para implementar computación cuántica tolerante a fallos, incluso con un esquema estándar de procesamiento de información cuántica. Raussendorf, Harrington y Goyal han estudiado un modelo, con resultados prometedores en simulaciones.

## Ejemplo: Computación con anyones de Fibonacci
Uno de los ejemplos más prominentes en la computación cuántica topológica es el sistema de anyones de Fibonacci. Un anyón de Fibonacci se describe como "una partícula emergente con la propiedad de que, a medida que agregas más partículas al sistema, el número de estados cuánticos crece como la secuencia de Fibonacci, 1, 2, 3, 5, 8, etc.".  En el contexto de la teoría conforme de campos, los anyones de Fibonacci se describen mediante los modelos de Yang–Lee, el caso especial SU(2) de la teoría de Chern-Simons y el modelo de Wess-Zumino-Witten. Estos anyones pueden usarse para crear puertas genéricas para la computación cuántica topológica. Hay tres pasos principales para crear un modelo:
- Elegir nuestra base y restringir nuestro espacio de Hilbert.

- Trenzar los anyones juntos.

- Fusionar los anyones al final y detectar cómo se fusionan para leer el resultado del sistema.

### Preparación de estado
Los anyones de Fibonacci se definen por tres cualidades:
1. Tienen una carga topológica de {\displaystyle \tau } . En esta discusión, consideramos otra carga llamada {\displaystyle 1}, que es la carga del ‘vacío’ si los anyones se aniquilan entre sí.
2. Cada uno de estos anyones es su propia antipartícula. {\displaystyle \tau =\tau ^{*}} y {\displaystyle 1=1^{*}}
3. Si se acercan entre sí, 'fusionarán' de manera no trivial. Específicamente, las reglas de 'fusión' son:
  - {\displaystyle 1\otimes 1=1}
  - {\displaystyle 1\otimes \tau =\tau \otimes 1=\tau }
  - {\displaystyle \tau \otimes \tau =1\oplus \tau }
4. Muchas de las propiedades de este sistema pueden explicarse de manera similar a las de dos partículas con espín 1/2. En particular, utilizamos el mismo producto tensorial {\displaystyle \otimes } y los operadores de suma directa {\displaystyle \oplus }.

La última regla de ‘fusión’ se puede extender a un sistema de tres anyones:
{\displaystyle \tau \otimes \tau \otimes \tau =\tau \otimes (1\oplus \tau )=\tau \otimes 1\oplus \tau \otimes \tau =\tau \oplus 1\oplus \tau =1\oplus 2\cdot \tau }
Así, fusionar tres anyones dará como resultado un estado final con carga total {\displaystyle \tau } de dos formas, o una carga de {\displaystyle 1} de una manera exacta. Usamos tres estados para definir nuestra base. Sin embargo, como deseamos codificar estos tres estados de anyones como superposiciones de 0 y 1, necesitamos limitar la base a un espacio de Hilbert de dos dimensiones. Por lo tanto, consideramos solo dos estados con una carga total de {\displaystyle \tau }. Esta elección es puramente fenomenológica. En estos estados, agrupamos los dos anyones más a la izquierda en un 'grupo de control', y dejamos el más a la derecha como un 'anyon no computacional'. Clasificamos un estado {\displaystyle |0\rangle } como aquel en el que el grupo de control tiene una carga total 'fusionada' de {\displaystyle 1}, y un estado {\displaystyle |1\rangle } tiene un grupo de control con una carga total 'fusionada' de {\displaystyle \tau }. Para una descripción más completa, consulta Nayak.

### Puertas
Siguiendo las ideas anteriores, al entrelazar adiabáticamente estos anyones entre sí, se logrará una transformación unitaria. Estos operadores de entrelazado son el resultado de dos subclases de operadores:
- La matriz F
- La matriz R

La matriz R puede concebirse como la fase topológica que se imparte a los anyones durante el entrelazado. A medida que los anyones se enroscan entre sí, adquieren una fase debido al efecto Aharonov-Bohm.
La matriz F es el resultado de las rotaciones físicas de los anyones. A medida que se entrelazan entre sí, es importante darse cuenta de que los dos anyones inferiores—el grupo de control—seguirán distinguiendo el estado del cúbit. Por lo tanto, entrelazar los anyones cambiará cuáles son los anyones en el grupo de control, y en consecuencia, cambiará la base. Evaluamos los anyones fusionando siempre el grupo de control (los anyones inferiores) primero, por lo que intercambiar cuáles son estos anyones rotará el sistema. Debido a que estos anyones son no abelianos, el orden de los anyones (cuáles están dentro del grupo de control) importa, y como tal, transformarán el sistema.
El operador de entrelazado completo se puede derivar como:
{\displaystyle B=F^{-1}RF}
Para construir matemáticamente los operadores F y R, podemos considerar las permutaciones de estos operadores F y R. Sabemos que, si cambiamos secuencialmente la base sobre la que estamos operando, finalmente esto nos llevará de nuevo a la misma base. De manera similar, sabemos que si entrelazamos anyones entre sí un cierto número de veces, esto llevará de nuevo al mismo estado. Estos axiomas se conocen como los axiomas pentagonales y hexagonales respectivamente, ya que la realización de la operación se puede visualizar con un pentágono/hexágono de transformaciones de estado. Aunque es matemáticamente difícil,  estos pueden ser abordados con mucho más éxito de manera visual.
Con estos operadores de entrelazado, finalmente podemos formalizar la noción de entrelazados en términos de cómo actúan sobre nuestro espacio de Hilbert y construir puertas cuánticas universales arbitrarias.

## Esfuerzos Experimentales
En 2018, Leo Kouwenhoven, trabajando para Microsoft, publicó un artículo en Nature que indicaba haber encontrado pruebas sólidas de "picos de sesgo cero" que sugerían la presencia de cuasipartículas de Majorana. En 2020, el artículo recibió una nota editorial de preocupación. En 2021, en un artículo de seguimiento, se indicó que los datos del artículo de 2018 estaban incompletos y mal representaban los resultados obtenidos.
En 2023, los investigadores de Microsoft Quantum publicaron un artículo en Physical Review que describía un nuevo dispositivo capaz de representar un qubit lógico con estabilidad en el hardware, midiendo una fase de la materia consistente con la observación de superconductividad topológica y modos cero de Majorana. Los científicos informaron que "dispositivos como estos han demostrado tener un desorden suficientemente bajo para cumplir con el protocolo de brecha topológica, demostrando que la tecnología es viable". Sin embargo, esta publicación ha sido criticada por otros científicos por no proporcionar evidencia suficiente para los modos de Majorana, al igual que en artículos anteriores.